# تفجير حافلة برديس حنا
تفجير حافلة برديس حنا هو تفجير حافلة ايجد بالقرب من بلدة برديس حنا في 29 نوفمبر 2001، كانت الحافلة متجهة من الناصرة إلى تل أبيب، وانفجرت أثناء مرورها ببلدة برديس حنا، فقُتِل 3 مسنوطنين، وأصيب 9 بجروح. أعلنت كلاً من حركة فتح وحركة الجهاد الإسلامي مسؤوليتهما عن الهجوم.

## الهجوم
مساء يوم الخميس 29 نوفمبر 2001، فجر فلسطيني نفسه بعد صعوده من الباب الخلفي للحافلة، ووقع الانفجار بالقرب من بلدة برديس حنا بعد مرور دورية للجيش الإسرائيلي، وقتل ثلاثة مستوطنين وأصيب 9 آخرون بجروح أحدهم في حالة خطيرة.
كلًا من حركة الجهاد الإسلامي الفلسطينية وحركة فتح أعلنا مسؤوليتهما عن الهجوم.
تشتبه المصادر الإسرائيلية أن منفذ العملية هو سامر أبو سليمان من الضفة الغربية  وعلى صلة بحركة الجهاد الإسلامي، تسلل إلى إسرائيل بالقرب من مدينة أم الفحم من منطقة جنين.
وفي جنين؛ خرج حوالي 3000 فلسطيني في تظاهرة بعد الهجوم، يرددون هتافات: «يا شارون، جهّز الأكفان» في إشارة إلى رئيس الوزراء الإسرائيلي أرئيل شارون.